# Церква Сан-Джорджо-дей-Гречі
Церква Сан-Джорджо-дей-Гречі (італ. San Giorgio dei Greci) — церква у Венеції, в районі Кастелло.

## Відомості
Церква була побудована у 1530 році після заснування грецької колонії у Венеції. На відміну від більшості церков, храм Грецький православний. Відомо, що в період 1697—1708 років у храмі був священиком діяч Новогрецького Просвітництва Мефодіос Антракітіс.
Дзвіниця церкви нахилена. Фрески створили майстри критської школи Михайло Дамаскін та Еммануїл Тзанес.

### Братство святого мученика Христова Георгія
1498 року у Венеції православні греки заснували Скуолу Святого Миколая (італ. Scuola de San Nicolò dei Greci).
Згодом при церкві діяла православна «венецька братія» Братства святого мученика Христова Георгія. Відомо, що у XVII сторіччі до нього входили як греки, так й українці, які у ту добу перебували у Венеції. Серед братчиків були поет Яків Седовський, доктор філософії Григорій Кирницький та інші.
На емблемі братства був зображений святий Георгій на коні, який убиває списом змія.